# 重行悬示匪军各匪首擒斩赏格
《重行悬示匪军各匪首擒斩赏格》是中华民国国民政府主席蒋介石于1935年2月9日下达的对中国共产党、中华苏维埃共和国、中国工农红军主要领导人的悬赏令。

## 内容
该悬赏令称：
（一）毛泽东、朱德、徐向前，生擒者各奖十万元，献首级者各奖八万元。

（二）林彪、彭德怀、董振堂、罗炳辉，生擒者各奖八万元，献首级者各奖五万元。

（三）周恩来、张国焘、项英、王稼祥、陈昌浩，生擒者各奖五万元，献首级者各奖三万元。

（四）王宏坤、王树声、何畏、孙玉清、余天云、王维舟、刘伯承、叶剑英、倪志亮，暨伪中央政委、伪军团政委、伪军长等匪首，生擒者各奖三万元，献首级者各奖二万元。

### 引用
1. ↑  《重行悬示匪军各匪首擒斩赏格》，1935年2月15日《民国日报》

### 书籍
- 胡华 主編：《中共党史人物传·第三十七卷》，西安：陕西人民出版社，1980年，第40頁
- 郝成铭、朱永光、麻琨：《中国工农红军西路军：文献卷（二）》，蘭州：甘肃人民出版社，2004年，第363頁